# یولیا لوینا
یولیا لوینا (روسی: Юлия Александровна Левина؛ زادهٔ ۲ ژانویهٔ ۱۹۷۳) قایقران روئینگ اهل روسیه است.